# Heterogorgia stellata
Heterogorgia stellata is een zachte koraalsoort uit de familie Plexauridae. De koraalsoort komt uit het geslacht Heterogorgia. Heterogorgia stellata werd in 1910 voor het eerst wetenschappelijk beschreven door Nutting. 